# AZAL PFK
シュヴァランFK（アゼルバイジャン語: Şüvəlan Futbol Klubu）は、アゼルバイジャンの首都バクーのシュヴァランをホームタウンとしていたサッカークラブ。

## 歴史
1996年、AMMK（ロシア語: Азербайджанский Международный Молодёжный Комитет, アゼルバイジャン語: Azərbaycan Beynəlxalq Gənclər Komitəsi）のクラブ名でフットサルクラブとして創設された。2004年、AMMKはプロサッカークラブとしてファーストリーグに参戦した。2004-05シーズンのファーストリーグで優勝し、プレミアリーグに昇格した。2005年8月、クラブはオリンピク（Olimpik）に改称した。2007-08シーズンはプレミアリーグ2位に入り、2008-09シーズンのUEFAカップ 2008-09でヴォイヴォディナ・ノヴィ・サドと対戦した。2009年、Olimpik Şüvəlan PFK Bakıに改称した。その後、AZALに改称した。
2017年5月12日にシュヴァランFK (Şüvəlan Futbol Klubu) に改称された。

## タイトル
- アゼルバイジャン・ビリンジ・ディヴィジオヌ：1回
  - 2004-05

## 欧州の成績
| シーズン | 大会                 | ラウンド  | 対戦相手                       | ホーム | アウェー | 合計 |
| -------- | -------------------- | --------- | ------------------------------ | ------ | -------- | ---- |
| 2008-09  | UEFAカップ           | 予選      | ヴォイヴォディナ・ノヴィ・サド | 1-1    | 0-1      | 1-2  |
| 2011-12  | UEFAヨーロッパリーグ | 予選1回戦 | FCミンスク                     | 1-1    | 1-2      | 2-3  |

## 歴代所属選手
- スルジャン・バーヤック 2005
- オスカルス・クラヴァ 2012-2015
- アンドリュス・ヴェリチカ 2012-2013